# Trifon Stoenescu
Trifon Stoenescu (n. 7 februarie 1890 - d. 1954) a fost un general român care a luptat în cel de-al Doilea Război Mondial.
A absolvit Școala de Ofițeri în 1912.
A fost decorat cu Ordinul „Mihai Viteazul”, clasa III, pentru modul cum și-a condus compania din Regimentul 30 Infanterie în Bătălia de la Oituz, din anul 1917.
„Pentru vitejia și avântul cu care și-a condus compania la atacul cotelor 537 și 647 de pe Dealul Secătura, unde a smuls pozițiunile din mâinile inamicului.”
Înalt Decret no. 849 din 11 august 1917:p. 142
A fost înaintat în 10 mai 1936 la gradul de colonel și în 24 ianuarie 1942 la gradul de general de brigadă.

## Decorații
- Ordinul „Mihai Viteazul”, clasa III, 11 august 1917[5]:p. 92